# Sierra Entertainment
Sierra Entertainment, tidigare Sierra On-Line, är en datorspelsutvecklare och -utgivare som ursprungligen verkade mellan åren 1979 och 2008, och som återupptogs 2014.
Sierra är speciellt känt för sina äventyrsspel, till exempel King's Quest, Police Quest, Space Quest och Leisure Suit Larry. Under åttio- och nittiotalet var Sierra tillsammans med Lucasarts de två största företagen som utvecklade äventyrsspel. Även om spelen var väldigt olika, där Lucasarts spel var förlåtande i och med att man inte kunde dö i dem så var döden vanligt förekommande i Sierras äventyrsspel och döden kunde ofta ske på grund av rentav absurda snedsteg.

## Historia
Ken Williams och hans fru Roberta Williams grundade företaget 1979 i Kalifornien i USA under namnet On-Line Systems. De skapade spelen själva och skötte företaget från hemmet. 1982 bytte företaget namn till Sierra On-Line och flyttade till Oakhurst, Kalifornien. Namnet tog man efter bergskedjan Sierra Nevada och till sin logotyp använde man berget Half Dome i Yosemitedalen. 1994 flyttades högkvarteret till Bellevue, Washington. Sierra köptes upp 1996 av CUC International. 1999 slutade Sierra helt att utveckla datorspel, och har sedan dess endast ägnat sig åt utgivning och distribuering.
Efter att ha varit ett varumärke ägt av Vivendi Games stängdes Sierra till sist ner när Vivendi slogs samman med Activision och bildade Activision Blizzard i juli 2008. 2014 öppnades Sierra Entertainment igen i form av en spelutgivare ägd av Activision; dess fokus ska vara att ge ut indiespel och spel baserade på Sierras klassiska spelserier, såsom King's Quest.

## Studior
Efter sammanslagningen av Vivendi Games och Activision lades flera av Sierras studior ner. De två kvarvarande togs över av Activision.

### Aktiva
- Radical Entertainment
- High Moon Studios

### Stängda eller sålda
- Coktel Vision (del av Vivendi Games)
- Yosemite Entertainment (nedstängd)
- Dynamix (nedstängd)
- Impressions Games (nedstängd)
- Bright Star Technology (nedstängd)
- Synergistic Software|Synergistic Studios (nedstängd)
- Front Page Sports (nedstängd)
- Books That Work (nedstängd)
- Green Thumb Software (nedstängd)
- Papyrus Design Group (nedstängd)
- Headgate (såld till den tidigare ägaren)
- Berkeley Systems (nedstängd)
- PyroTechnix (nedstängd)

## Spel i urval
- 1980, Mystery House, Wizard and the Princess, Mission Asteroid
- 1981, Cranston Manor, Ulysses and the Golden Fleece
- 1982, Time Zone
- 1984, King's Quest I: Quest for the Crown
- 1985, King's Quest II: Romancing the Throne
- 1986, King's Quest III: To Heir Is Human, Space Quest: The Sarien Encounter
- 1987, Space Quest II: Vohaul's Revenge, Leisure Suit Larry in the Land of the Lounge Lizards, Police Quest: In Pursuit of the Death Angel
- 1988, Gold Rush!, King's Quest IV: The Perils of Rosella, Leisure Suit Larry Goes Looking for Love (in Several Wrong Places), Police Quest II: The Vengeance
- 1989, Quest for Glory: So You Want to Be a Hero, Space Quest III: The Pirates of Pestulon, Leisure Suit Larry 3: Passionate Patti in Pursuit of the Pulsating Pectorals, The Colonel's Bequest, Codename: ICEMAN
- 1990, Conquests of Camelot: The Search for the Grail, Quest for Glory II: Trial by Fire, King's Quest V: Absence Makes the Heart Go Yonder!
- 1991, Jones in the Fast Lane, Space Quest IV: Roger Wilco and the Time Rippers, Leisure Suit Larry 5: Passionate Patti Does a Little Undercover Work, Police Quest III: The Kindred
- 1992, Quest for Glory III: Wages of War, King's Quest VI: Heir Today, Gone Tomorrow, The Dagger of Amon Ra
- 1993, Space Quest V: The Next Mutation, Leisure Suit Larry 6: Shape Up or Slip Out!, Police Quest: Open Season, Quest for Glory: Shadows of Darkness
- 1994, King's Quest VII: The Princeless Bride
- 1995, Space Quest 6: The Spinal Frontier, Phantasmagoria, Torin's Passage
- 1996, Lighthouse: The Dark Being, Leisure Suit Larry 7: Love for Sail!, Phantasmagoria: A Puzzle of Flesh
- 1997, Betrayal in Antara
- 1998, King's Quest: Mask of Eternity, Quest for Glory V: Dragon Fire